# Bowlee
Bowlee – wieś w Anglii, w hrabstwie Wielki Manchester. Leży 10 km na północ od centrum miasta Manchester.